# AO Chalkidona
El AO Chalkidona es un equipo de fútbol de Grecia que juega en la Primera Liga de Pireo, una de las ligas regionales que conforman la quinta división de fútbol en el país.

## Historia
Fue fundado en Nikaia en 1930 con el nombre PAO Chalkidona, y ha tenido varios nombres a lo largo de su historia:
- 1930-1940s - PAO Chalkidona
- 1940s-2005 - Chalkidona-Near East
- 2005-2010 - Chalkidona-Proteas
- 2010-presente - AO Chalkidona

Al terminar la guerra greco-turca se fusionó con el Near-East Nikaia y nació el Chalkidona-NE. En 1960 jugó por primera vez en la Beta Ethniki, pero descendió al cabo de una temporada.
La historia del club cambió drásticamente cuando fue adquirido por el empresario Giorgios Spanos, en donde en un lapso de seis años el club pasó de jugar de las divisiones regionales a la Superliga de Grecia, liga en la que militó por dos temporadas hasta que se fusionó con el Atromitos FC, desapareciendo y cediendo su lugar en la máxima categoría al Atromitos FC.
Un mes después, el club fue refundado como un club aficionado luego de la fusión con el Proteas-Nikaias y desde 2010 ha jugado en la primera liga de Pireo.

## Palmarés
- Football League (1): 2002-03
- Delta Ethniki (1): 1998-99

## Jugadores

### Jugadores destacados
| - Thanasis Intzoglou - Nikos Nioplias - Dimosthenis Manousakis - Christos Mikes | - Anderson de Lima Freitas - Wander dos Santos Machado - Pierre Ebéde |